# Powiat skwirski
Powiat skwirski dawny powiat guberni kijowskiej, utworzony w 1797 r. Stolicą powiatu było dzisiejsze miasto Skwyra (Skwira) na Ukrainie.

## Miejscowości gminne powiatu
1. Antonów(inne języki)
2. Babin(inne języki) (Nowochwastów)
3. Berezna
4. Borszczahówka
5. Browki
6. Chodorków
7. Czubińce (Erczyki Wielkie)(inne języki)
8. Jaropowce(inne języki)
9. Worobiówka(inne języki)
10. Didowszczyzna
11. Żydowce(inne języki)
12. Kornin
13. Krzywoszeińce(inne języki)
14. Łuczyn(inne języki)
15. Makarówka(inne języki)
16. Mołczanówka(inne języki)
17. Nowosielica(inne języki)
18. Pawołocz
19. Parchomówka(inne języki)
20. Popielnia(inne języki)
21. Pustowarówka(inne języki)
22. Romanówka
23. Rudesioło(inne języki)
24. Rużyn
25. Samhorodek(inne języki)
26. Sobolówka(inne języki)
27. Sokolcza(inne języki)
28. Starościńce(inne języki)
29. Topory
30. Wierzchownia
31. Wołodarka
32. Wczorajsze